# Barraqueiro
Barraqueiro SGPS, SA, meist einfach nur Grupo Barraqueiro, ist ein portugiesischer Verkehrskonzern und das größte private Verkehrsunternehmen in Portugal. Barraqueiro besitzt zahlreiche Busgesellschaften, die sowohl im Lokal-, Regional- als auch im nationalen Busnetz eingesetzt sind, außerdem betreibt das 1933 gegründete Unternehmen das einzige private Eisenbahnverkehrsunternehmen Fertagus sowie die Straßenbahn Metro Sul do Tejo. An der Unternehmensgruppe ist unter anderem auch der britische Verkehrskonzern Arriva beteiligt. 2006 beförderte Barraqueiro mitsamt allen Tochtergesellschaften 123,19 Millionen Fahrgäste.

## Geschichte
Joaquim Jerónimo, der Gründer der Firmengruppe Barraqueiro, kaufte sich 1910 einen Bus des Typs Americana und betrieb damit ab 1914 einen kleinen Personenverkehr. Offiziell gründete er jedoch erst 19 Jahre später das Unternehmen Joaquim Jerónimo, Lda und kaufte vier zusätzliche Fahrzeuge, um den Verkehr auf der Strecke Malveira–Lissabon zu verstärken. Als Spitzname trug die Firma immer den Namen Barraqueiro, der von den Eltern des Gründers stammte, die als bekannte Kaufleute mit ihrem Warenstand (barraca) durch Portugal zogen; barraqueiro bedeutet in etwa „Marktständler“, „Budenbesitzer“.

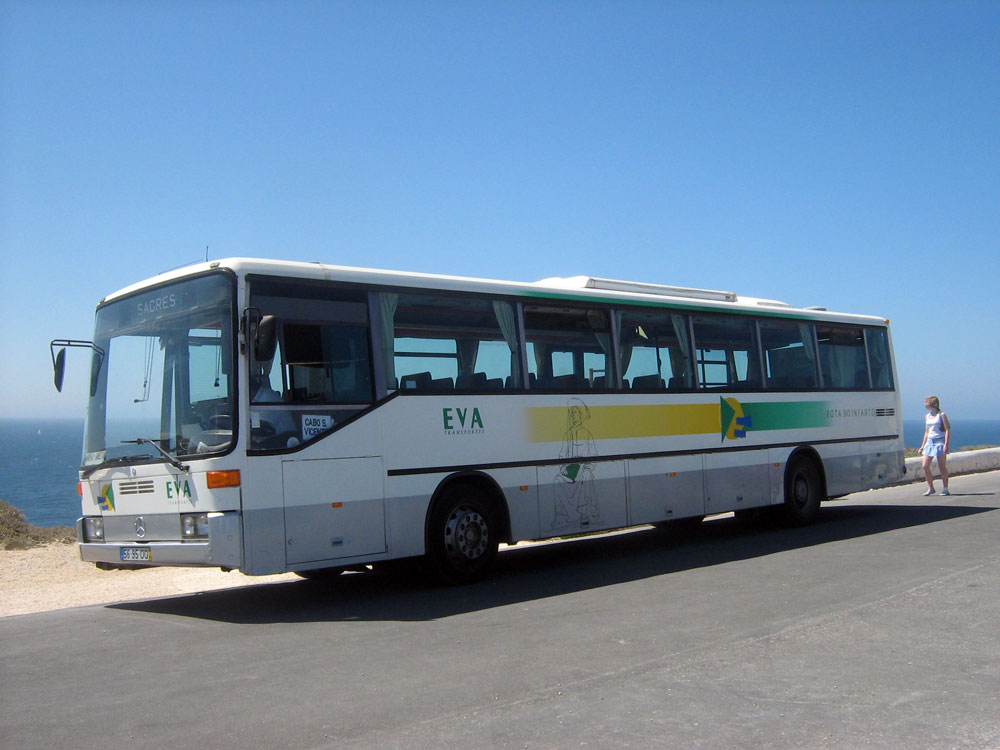
Bus des Tochterunternehmens EVA Transportes

1967 kaufte die Familie Pedrosa das Unternehmen, zu dem Zeitpunkt bestand die Busflotte bereits aus 19 Bussen. Seitdem befand sich das Unternehmen immer auf Expansionskurs. Zunächst erwarb die Familie zusätzlich 1973 das Busunternehmen Henrique Leonardo Mota, Lda. und konzentrierte damit ihren Busverkehr auf den Korridor zwischen Lissabon, Loures, Malveira und Torres Vedras. Durch beide Busunternehmen stark im Raum Lissabon vertreten, wuchsen die Fahrgastzahlen beständig, und beide stellten eine wichtige Position im hauptstädtischen Busmarkt dar. 1981 gründete die Familie Pedrosa unter dem Dach der Joaquim Jerónimo, Lda zusätzlich noch das Unternehmen Frota Azul, um auch im touristischen Busverkehr aktiv zu sein.
Anfang der 1990er-Jahre beschloss die portugiesische Regierung, den staatlichen Busbetreiber Rodoviária Nacional zu privatisieren und diesen in einzelnen Regionalunternehmen zu veräußern. Die Familie Pedrosa nutzte diese Chance und kaufte zwischen 1992 und 1995 die Busunternehmen Rodoviária do Algarve (heute EVA-Transportes), Rodoviária do Alentejo, Rodoviária da Estremadura, Rodoviária de Lisboa, Rodoviária do Tejo. Damit vergrößerte sich das Unternehmensbild schlagartig, betrieb doch die Unternehmensgruppe nun damit den kompletten Busverkehr zwischen Lissabon und der Algarve.
1997 beschloss die portugiesische Regierung unter António Guteres, den Nahverkehr der neu gebauten Schienenverbindung über die Ponte 25 de Abril in einem europaweiten Wettbewerb auszuschreiben. Das gab der Unternehmensgruppe der Familie Pedrosa, die sich an der Ausschreibung beteiligen wollte, den Anstoß zur kompletten Umstrukturierung. Seitdem tritt die Unternehmensgruppe einheitlich unter dem Namen Barraqueiro in der Form einer Holding auf, die zahlreichen Busgesellschaften sind als Töchterunternehmen angegliedert. Die Ausschreibung für den Schienenverkehr gewann der Konzern 1999 und gründete dafür ein eigenes Unternehmen mit dem Namen Fertagus, das bis 2019 den Vorortverkehr auf der Linha do Sul zwischen Lissabon und Coina/Setúbal betreibt.

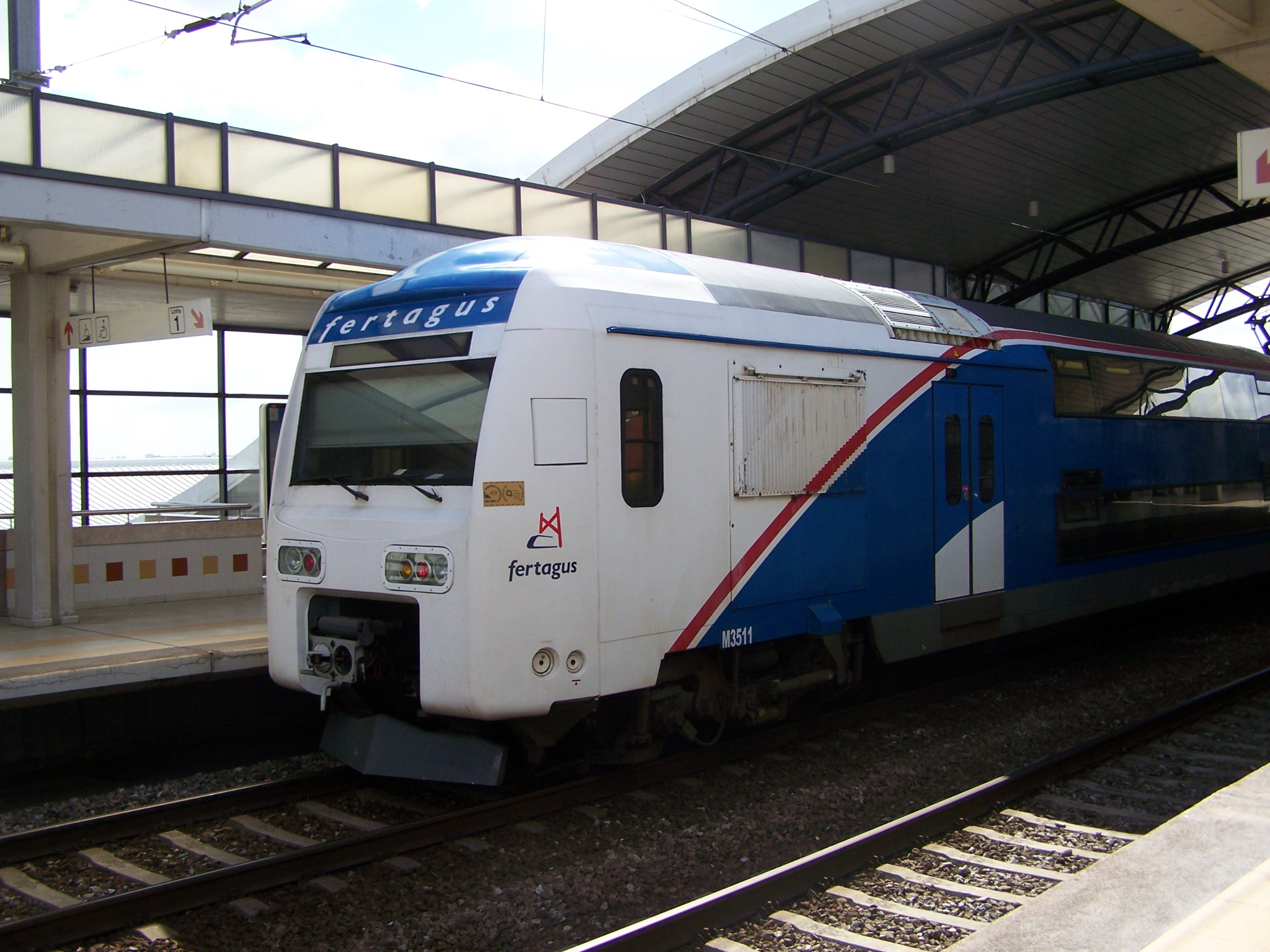
Seit 1999 betreibt Barraqueiro mit dem Unternehmen Fertagus den einzigen privaten Schienennahverkehr in Portugal

1999 wurde ebenso von der Regierung der Bau und die Betriebsführung einer neuen Stadtbahn im Raum Seixal/Almada ausgeschrieben. Die Firmengruppe Barraqueiro beteiligte sich mit dem Unternehmen Joaquim Jerónimo gemeinsam in einem Konsortium mit dem Namen Metro Transportes do Sul, SA (MTS) an der Ausschreibung. Ebenso am Konsortium waren auch die Firmen Metroligeiro (verschiedenen Baufirmen, Bau der Infrastruktur) sowie Siemens (21,33 % Fahrzeuglieferung) und Meci (11,67 %, elektrotechnische Ausrüstung) beteiligt. Joaquim Jerónimo war für im Konsortium für den Betrieb und die Instandhaltung zuständig. Das Konsortium gewann die 30-jährige Konzession, seitdem betreibt Barraqueiro das 2007 eröffnete moderne Stadtbahnnetz in der Margem Sul do Tejo.
2003 verkaufte Barraqueiro sein Busunternehmen Transportes Sul do Tejo an den britischen Verkehrskonzern Arriva. Ein geplantes Joint-Venture beider Konzerne scheiterte jedoch im Januar 2006, da die Kartellbehörde eine marktbeherrschende Stellung beider Unternehmen fürchtete.
Daraufhin beteiligte sich Arriva für 60 Millionen Euro mit 21,5 Prozent an der Unternehmensgruppe, erhöhte den Anteil im Januar 2008 jedoch für weitere 50 Millionen Euro auf 31,5 Prozent.

## Tochterunternehmen und Unternehmensbeteiligungen (Auswahl)
- Rodoviária Alentejo, SA (99,88 Prozent)
- Frota Azul Algarve, LDA (98,09 Prozent)
- Rodoviária do Tejo, SA (63,28 Prozent)
- Rodoviária de Lisboa, SA (99,99 Prozent)
- Metro Transportes do Sul, SA (34 Prozent)
- Fertagus, SA (90 Prozent)
- EVA Transportes (99 Prozent)